# Circana
Circana, Inc., anteriormente conhecida como IRI Worldwide e The NPD Group (anteriormente National Purchase Diary Panel Inc. e Circana Research Inc.) é uma empresa americana de pesquisa de mercado fundada em 28 de setembro de 1966 e com sede em Port Washington, Nova Iorque. Em 2017, ainda como NPD, foi classificada como a 8ª maior empresa de pesquisa de mercado do mundo, de acordo com o relatório independente AMA Gold Report Top 50. A Circana opera em 20 países, em mais de 20 indústrias. O nome atual, Circana, foi adotado em 2023 após a empresa se fundir com a IRI.
A Circana mede como os consumidores compram em todos os canais, obtendo dados de varejistas e consumidores para quantificar vendas, compartilhamento, distribuição e velocidade. A empresa de pesquisa de mercado coleta dados de ponto de venda, rastreando varejistas, distribuidores e operadores de serviços de alimentação, medindo o que está vendendo em 1.250 varejistas, em 300.000 lojas. A Circana também entrevista 12 milhões de consumidores anualmente e rastreia milhões de suas receitas - seguindo os mesmos consumidores ao longo do tempo - para entender a mudança de gostos e tendências.
A Circana ajuda varejistas, fabricantes, analistas financeiros e o setor público a medir o desempenho, prever o desempenho futuro, melhorar o marketing e o desenvolvimento de produtos e identificar tendências de negócios e de consumo e oportunidades de mercado. A Circana rastreia gastos e tem consultores e analistas dedicados em mais de 20 indústrias: vestuário, eletrodomésticos, automotivo, beleza, livros, eletrônicos de consumo, e-commerce, entretenimento, acessórios de moda, consumo alimentar, serviço de alimentação, calçados, casa, produtos juvenis, celular, material de escritório, varejo, esportes, tecnologia, brinquedos, varejo de viagem, jogos eletrônicos e relógios/joias.

## História
Em 1984, a empresa lançou seu primeiro serviço de rastreamento de varejo para brinquedos e lançou serviços semelhantes em outras indústrias e categorias de produtos desde então. Em julho de 1999, a NPD e a GfK co-compraram a totalidade da empresa de pesquisa de mercado Intelect ASW, uma empresa focada, de acordo com o The New York Times, nas "indústrias de eletrônicos de consumo, tecnologia da informação e eletrodomésticos". No início de 2001, o Circana comprou o core business da PC Data e fundiu suas operações na Circana Intelect; 60 membros da equipe da PC Data migraram para a empresa. Subsequentemente, a Intelect formou uma subdivisão dedicada ao mercado de jogos eletrônicos, CircanaFunworld, em outubro de 2001. CircanaTechworld, uma filial dedicada ao setor de tecnologia e software, veio em dezembro. O Circana usa dados de vendas, como rastreamento de check-out de varejistas e distribuidores, bem como comportamento de compra relatado pelo consumidor, e oferece painel do consumidor e serviços de rastreamento de vendas no varejo, relatórios especiais, soluções analíticas e serviços de consultoria.
A NPD Group começou a monitorar a indústria de jogos eletrônicos da América do Norte em 1995. Na década de 1990, o sistema Toy Retail Survey Tracking (TRST) da NPD era a fonte padrão da indústria de jogos eletrônicos para números de vendas de jogos eletrônicos. O TRST coletou esses números de 17 cadeias de varejo norte-americanas, ou 63% do mercado americano. Aqueles que compraram os dados da TRST, que a NPD reembalou sem extrapolação, foram desencorajados a republicar os números brutos.

## Serviços
A Circana também oferece um serviço chamado VIP Voice, que permite aos consumidores preencher pesquisas sobre os produtos e serviços que usam.
A Circana atende indústrias nos Estados Unidos, Austrália, Bélgica, Brasil, Canadá, China, França, Alemanha, Itália, Japão, México, Países Baixos, Nova Zelândia, Rússia, Coreia do Sul, Espanha, Suécia, Turquia e Reino Unido.
O BookScan, Pubtrack Digital, PubTrack Higher Education, PubTrack Christian, Books & Consumers, PubEasy e PubNet pertencem ao Circana desde janeiro de 2017. A Circana adquiriu esses serviços dos serviços de pesquisa e informações de mercado da Nielsen nos Estados Unidos para a indústria de livros. Nos EUA, esses serviços agora fazem parte da Circana Book, uma nova área de prática nos EUA. A Nielsen ainda opera seus serviços de livros fora dos Estados Unidos, incluindo BookScan no Reino Unido, Irlanda, Austrália, Nova Zelândia, Índia, África do Sul, Itália, Espanha, Brasil e México.